# 1938 год в телевидении
Список 1938 год в телевидении описывает события в телевидении, произошедшие в 1938 году.

## События
- 7 июля — начал своё вещание «Опытный Ленинградский радиоцентр».
- 1 октября — запущен Опытный ленинградский телецентр в Ленинграде[1].
- 24 ноября — началось вещание общественно-правового вещателя в Албании «Radiodifuzioni dhe Televizioni Shqiptar» (ныне — Radio Televizioni Shqiptar).
- 31 декабря — завершено строительство телецентра на Шаболовке.

## Родились
- 26 ноября — Анна Шатилова — диктор ЦТ СССР и телеведущая.